# 詹金斯 (伊利諾伊州)
詹金斯（英語：Jenkins）是位於美國伊利諾伊州德威特縣的一個非建制地區。該地的面積和人口皆未知。

## 地理
詹金斯的座標為40°09′10″N 89°02′01″W / 40.15278°N 89.03361°W，而該地的平均海拔高度為224米（即735英尺）。